# Sabah Lioh
Sabah Lioh is een bestuurslaag in het regentschap Ogan Komering Ulu van de provincie Zuid-Sumatra, Indonesië. Sabah Lioh telt 1137 inwoners (volkstelling 2010).